# Carl Egler
Carl Egler (* 3. Juli 1896 in Rappenau; † 16. August 1982 in Karlsruhe) war ein deutscher Bildhauer.

## Leben
Egler begann im Jahr 1911 eine Bildhauerlehre in der Werkstatt der Karlsruher Majolika, wo er von Professor Hermann Föry gefördert wurde. Im Ersten Weltkrieg wurde er schwer verwundet und war danach von 1919 bis 1923 erneut bei den Karlsruher Majolika angestellt. Er verarbeitete seine Kriegserlebnisse in seinen Werken, so zum Beispiel in „Russische Typen“ aus dem Jahr 1919. Mit seinem älteren Bruder dem Maler Willi Egler (1887–1953), einem Schüler von Walter Conz und Albert Haueisen, machte er 1923 eine Italienreise. Der Einfluss der italienischen Bildplastik der Renaissance macht sich besonders in der Bronzeplastik „Meine Mutter“ aus dem Jahr 1926 bemerkbar.
In den Jahren von 1925 bis 1932 war er Mitglied der Karlsruher Akademie und Meisterschüler bei Georg Schreyögg, Kurt Edzard und Christoph Voll. Ab 1932 war er als freischaffender Künstler tätig und hatte zahlreiche Ausstellungen in Deutschland. Ab dem Jahr 1936 lebte er in einem eigenen Haus in Karlsruhe-Mühlburg. Wohnhaus, Atelier, Werkstatt und Garten gestaltete er gemeinsam mit seinen Brüdern Willi Egler (1887–1953) und dem Schriftsteller und Komponisten Ludwig Egler (1894–1965) zu einem Gesamtkunstwerk um. Die drei Egler-Brüder waren dem Künstlerbund Karlsruhe stets eng verbunden und hatten große Bedeutung im gesellschaftlichen Leben der Stadt.
1966 erhielt er den Professorentitel des Landes Baden-Württemberg.
Egler ist gemeinsam mit seinen Brüdern in einer gemeinsamen Grabanlage auf dem Karlsruher Hauptfriedhof beerdigt.

## Werk

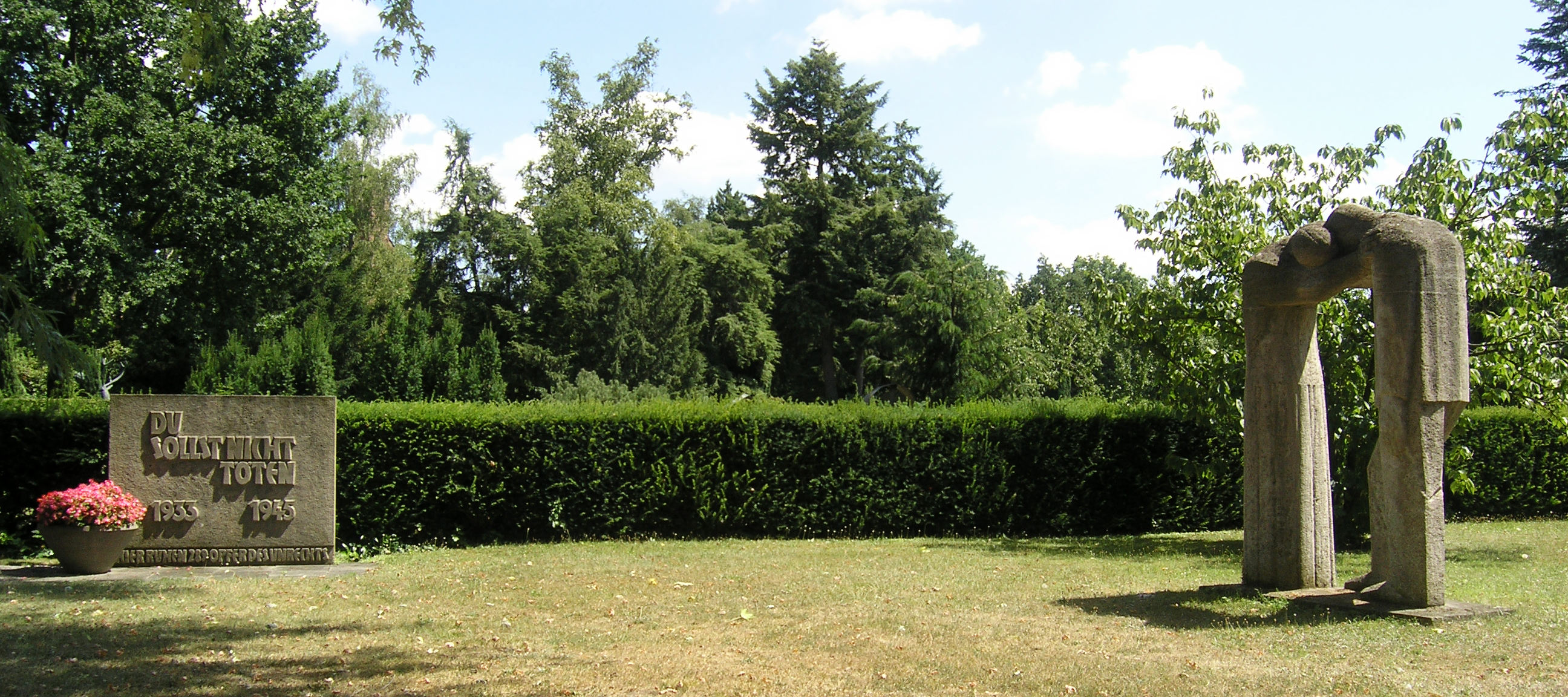
Tor des Schmerzes auf dem Hauptfriedhof Karlsruhe

Carl Eglers Werk umfasst im Wesentlichen Frauen- und Mädchenfiguren, die er aus Holz, Bronze, Terrakotta, Keramik, Granit und Marmor gestaltete. Im öffentlichen Auftrag schuf er Porträtbüsten des Karlsruher Oberbürgermeisters Karl Schnetzler, von Carl Benz und Franz Grasshof. Für den Friedhof von Karlsruhe-Mühlburg entstand das Denkmal für die Opfer des Zweiten Weltkrieges „Die Trauernde“ (1961) und für den Karlsruher Hauptfriedhof das Mahnmal für die Euthanasietoten „Tor des Schmerzes“ (1964)
- Majolika-Wandbild in der Sauna des Vierordtbades
- Denkmal für die Gefallenen auf dem Mühlburger Friedhof "Die Trauernde"
- Mahnmal für die Euthanasietoten "Tor der Schmerzen" auf dem Hauptfriedhof Karlsruhe
- Chamäleonbrunnen aus Keramik und Sandsteinbrunnen im Garten des ehemaligen Wohnhauses in Mühlburg, Marktstraße 4
- Denkmal für die Toten des Ersten Weltkriegs auf dem Kirchplatz an der Kastenwörtstraße in Daxlanden
- Carl-Benz-Denkmal Beiertheimer Wäldchen, 1956 von Bildhauer Carl Egler neu gestaltet
- Grashof-Denkmal Beiertheimer Wäldchen. Von Karl Friedrich Moest, enthüllt 1896, nach dem Zweiten Weltkrieg von Carl Egler neu gestaltet
- Schnetzler-Denkmal an der Bahnhofstraße. Bronzebüste, von Bildhauer Carl Egler 1953 neugestaltet
- Kunst am Bau Arbeitsamt, heute Landesvermessungsamt, Kapellenstr. 17, Karlsruhe. "Arbeiter der Hand" und "Arbeiter des Geistes"[1]